# Obszar Chronionego Krajobrazu Drumliny Zbójeńskie
Obszar Chronionego Krajobrazu Drumliny Zbójeńskie – obszar chronionego krajobrazu w województwie kujawsko-pomorskim utworzony w 1983 roku.
OChK Drumliny Zbójeńskie zajmuje powierzchnię 7178,82 ha i leży na terenie gmin:
- Zbójno (powiat golubsko-dobrzyński) – 5932,68 ha
- Chrostkowo (powiat lipnowski) – 1013,01 ha
- Kikół (powiat lipnowski) – 136,79 ha
- Brzuze (powiat rypiński) – 96,34 ha[2]

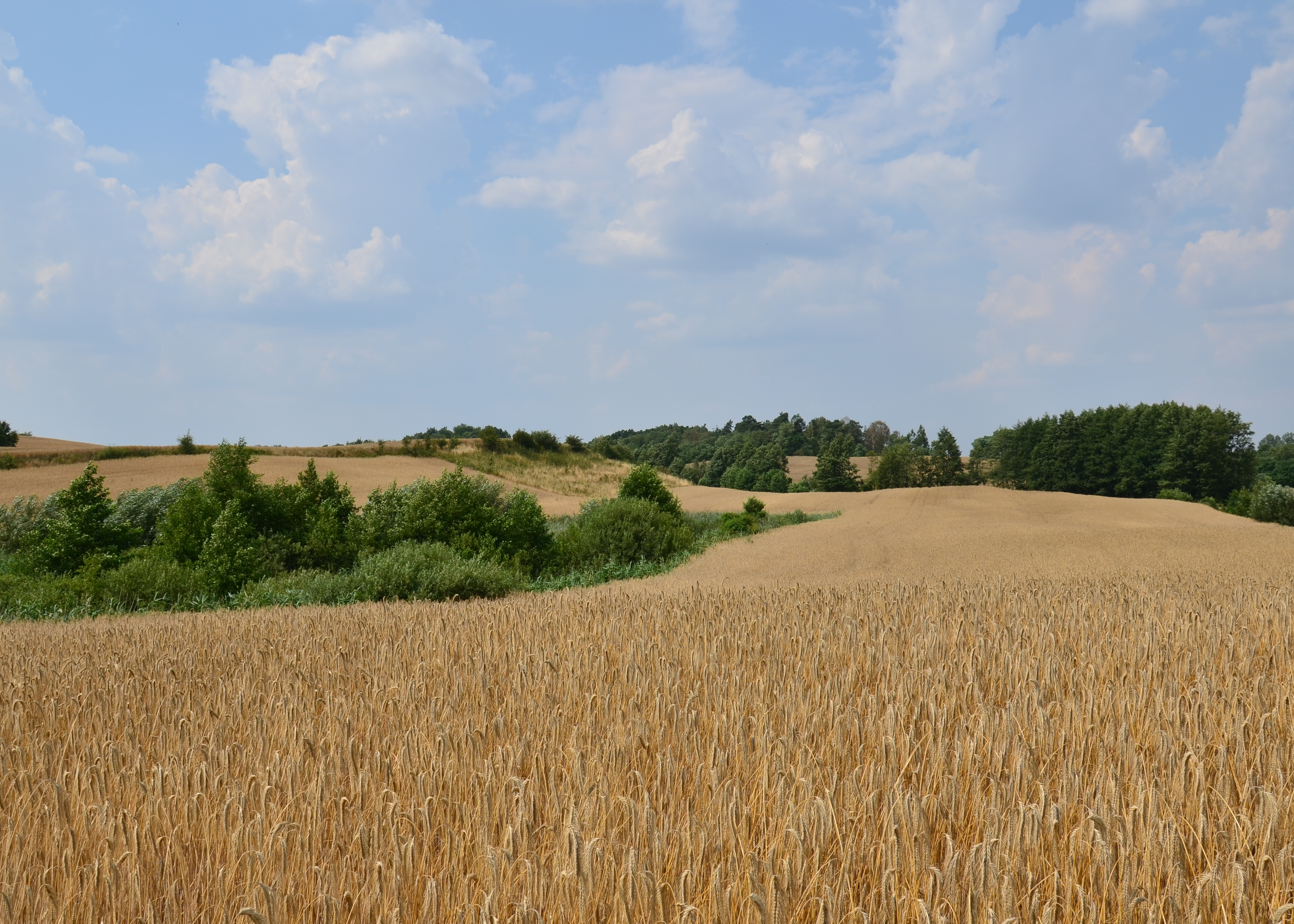
Drumliny Zbójeńskie w pobliżu Zbójna

Rzeźba powierzchni terenu jest wyjątkowo urozmaicona. Występują tu unikalne formy polodowcowe jakimi są drumliny. Są to zespoły pagórków o owalnych poziomych zarysach i zaokrąglonych opływowych kształtach, wydłużonych z kierunkiem ruchu lodowca do 2 km długości. Pagórki te są oddzielone od siebie wąskimi obniżeniami, w których występują oczka wodne lub jeziora.
W Zbójnie urządzono 4-kilometrową ścieżkę przyrodniczo-dydaktyczną, prezentująca pola drumlinowe, pomniki przyrody przy XIX-wiecznym pałacu oraz roślinność wodną i szuwarową nad Jeziorem Zbójeńskim.
Bardzo uboga jest tutejsza szata roślinna – lasy zajmują jedynie 1,6% powierzchni obszaru, co jest wynikiem intensywnych wyrębów w celu pozyskiwania terenów dla rolnictwa.
Drumliny Zbójeńskie są celem przyjazdu wielu badaczy z terenu całej Polski.